# Milicia excelsa

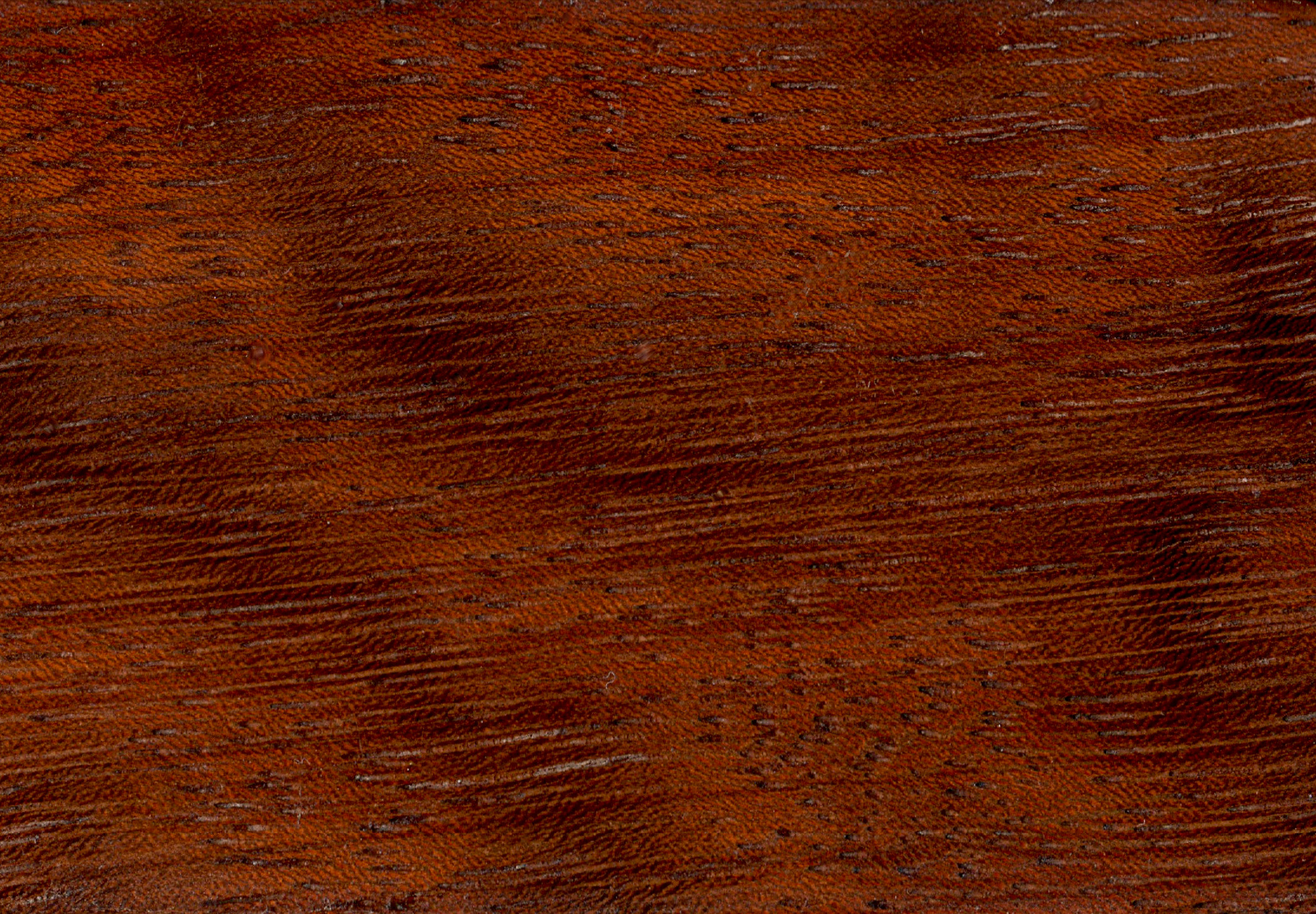
Iroko Holz

Milicia excelsa ist ein Baum in der Familie der Maulbeergewächse aus West- und Zentralafrika bis in den Sudan und ins südöstliche Afrika.

## Beschreibung
Milicia excelsa wächst als halbimmergrüner Baum bis über 50 Meter hoch. Der Stammdurchmesser erreicht bis zu 1,5–3 Meter oder mehr. Die Brettwurzeln fehlen meist oder sind nur klein und schmal. Die gräuliche bis braune Borke ist im Alter schuppig.
Die einfachen, gestielten und leicht ledrigen Laubblätter sind wechselständig. Der Blattstiel ist bis 5–6 Zentimeter lang. Die Blätter sind eiförmig, -lanzettlich bis länglich oder verkehrt-eiförmig und rundspitzig bis bespitzt, zugespitzt. Sie sind etwa 9–30 Zentimeter lang und 5–13,5 Zentimeter breit. Die Blattspreite ist öfters ungleich. Der Blattrand ist ganz oder seichtbuchtig und oft gewellt, die jungen Blätter sind oft gezähnt bis gesägt und behaart. Die Basis ist leicht herzförmig bis stumpf. Die Blätter sind oberseits nur leicht auf den Adern behaart, sonst kahl, unterseits sind sie zwischen den feineren Adern kurzhaarig, sonst fast kahl. Die Nervatur ist gefiedert und heller sowie unterseits leicht erhaben. Die größeren Nebenblätter sind abfallend.
Milicia excelsa ist zweihäusig diözisch. Es werden achselständige und vielblütige, dichte, zylindrische und kurz gestielte Kätzchen gebildet. Die männlichen, hängenden und dünnen, bis etwa 1 Zentimeter dicken Blütenstände sind viel länger und bis 13–30 Zentimeter lang, die weiblichen sind nur klein und nur 2,5–5 Zentimeter lang, aber bis etwa doppelt so dick. Die eingeschlechtlichen, vierzähligen und sitzenden, sehr kleinen Blüten sind mit einfacher Blütenhülle und sind jeweils von kleinen Deckblättern begleitet. Die männlichen, 1,5–2 Millimeter langen Blüten sind weiß, mit 4 becherförmig verwachsenen, feinhaarigen Tepalen mit dreieckigen Zipfeln und 4 etwas vorstehenden Staubblättern sowie einem Pistillode. Die etwas größeren, weiblichen und grünlichen Blüten besitzen 4 becherförmig angeordnete, feinhaarige und fast freie Tepalen und einen oberständigen, einkammerigen Fruchtknoten mit zwei, ungleich langen Narben, eine ist seitlich, sehr lang, fadenförmig und die andere ist nur sehr klein, minimal oder fehlt ganz.
Es werden grüne, ellipsoide, etwa 4,5–5,5 Zentimeter lange, 1,5–2 Zentimeter dicke und fleischige, runzlige, vielsamige Fruchtverbände gebildet. Die abgeflachten, orange-braunen und rundlichen Samen sind etwa 2–3 Millimeter groß.

## Taxonomie
Die Erstbeschreibung des Basionyms Morus excelsa  erfolgte 1869 (publ. 1871) durch Friedrich Welwitsch in Trans. Linn. Soc. London 27: 69, T. XXIII. Die Umteilung in Gattung Milicia erfolgte 1982 durch Cornelis Christiaan Berg in Bull. Jard. Bot. Natl. Belg. 52: 227. Synonyme sind Chlorophora alba A.Chev.,
Chlorophora excelsa (Welw.) Benth. & Hook.f., Chlorophora tenuifolia Engl., Maclura excelsa (Welw.) Bureau und Milicia africana Sim.

## Verwendung
Die Früchte sind essbar. Die Blätter, Wurzeln und die Rinde werden medizinisch verwendet.
Das mittelschwere, sehr beständige, aber schlecht behandelbare Holz ist bekannt als African teak, Kambala, Câmbala, oder Iroko.